# Crook County (Wyoming)
Crook County is een van de 23 county's in de Amerikaanse staat Wyoming en is vernoemd naar brigadegeneraal George Crook (1828–1890).
De county heeft een landoppervlakte van 7.404 km² en telt 5.887 inwoners (volkstelling 2000). De hoofdplaats is Sundance.
De monoliet Devils Tower behoort tot de belangrijkste bezienswaardigheden.

## Geschiedenis
Crook County is opgericht in 1875 en is vernoemd naar brigadegeneraal George Crook (1828 - 1890).

## Plaatsen

### Towns
- Hulett
- Moorcroft
- Pine Haven
- Sundance

### Gemeentevrije gebieden
- Aladdin
- Alva
- Beulah

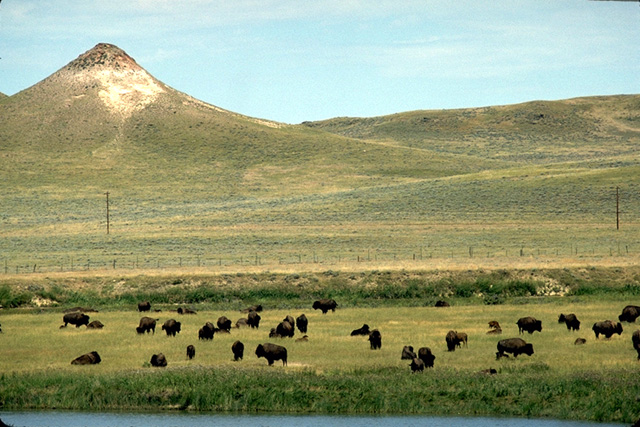
Bizons in Crook County
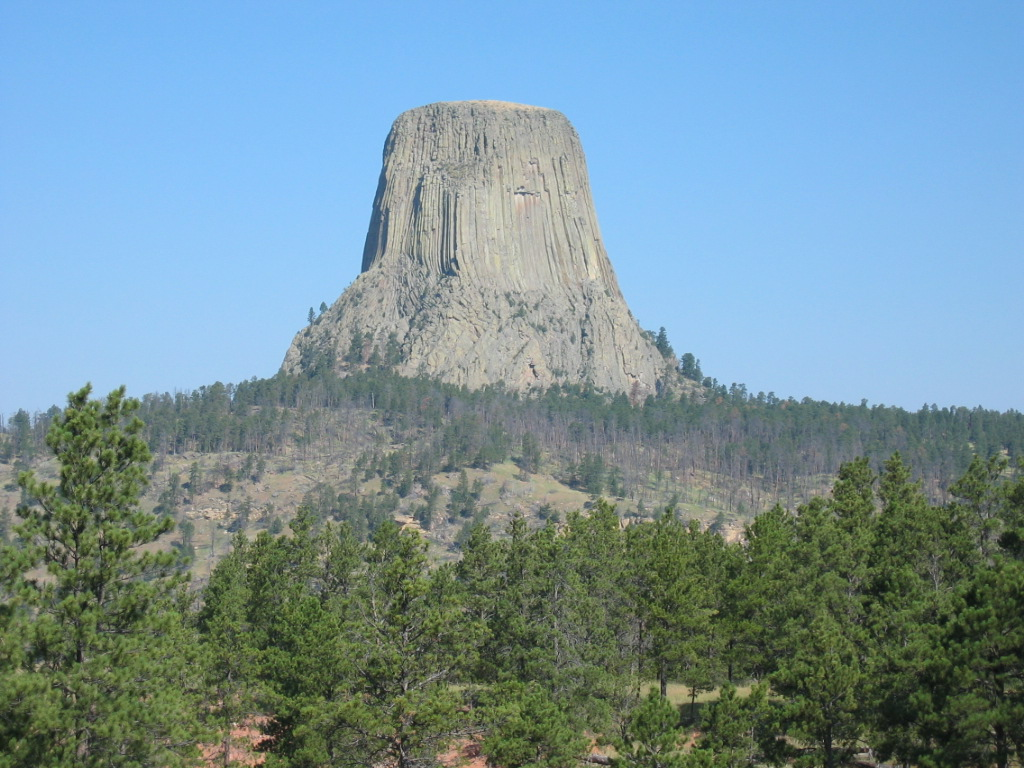
Devils Tower

## Politiek
Politiek gezien is Crook County sterk republikeins. De laatste democraat die er tijdens de presidentsverkiezingen de grootste werd was Franklin D. Roosevelt in 1932. De laatste vijf presidentsverkiezingen haalde de democratische presidentskandidaat altijd minder dan 17% van de stemmen. In 2016 was Crook county zelfs de meest republikeinse county in de meest republikeinse staat.
In de Senaat van de staat Wyoming wordt Crook county sinds 2011 vertegenwoordigd door de republikein Ogden Driskill. In het lagerhuis van Wyoming wordt Crook county sinds 2015 vertegenwoordigd door Tyler Lindholm, eveneens republikein.

## Bevolkingsontwikkeling
Albany · Big Horn · Campbell · Carbon · Converse · Crook · Fremont · Goshen · Hot Springs · Johnson · Laramie · Lincoln · Natrona · Niobrara · Park · Platte · Sheridan · Sublette · Sweetwater · Teton · Uinta · Washakie · Weston